# 10471 Marciniak
10471 Marciniak este o planetă minoră (asteroid) din centura de asteroizi. A fost descoperită pe 2 martie 1981 la Observatorul Siding Spring de Schelte J. Bus și a fost numită după Anna Marciniak⁠(d). 
Obiectul prezintă o orbită caracterizată de o semiaxă mare de 2,7060584 UAi, o excentricitate de 0,15, o înclinație de 2,45766 ° în raport cu ecliptica.